# Nôn ra máu
Nôn máu là hiện tượng nôn ra máu.  Nguồn gốc máu thường từ đường tiêu hóa trên, thường là trên cơ treo tá tràng.  Bệnh nhân dễ nhầm nôn máu với ho ra máu, mặc dù ho ra máu phổ biến hơn. Nôn máu luôn là một triệu chứng cơ năng quan trọng.

## Nguyên nhân
Các nguyên nhân có thể là:
- Hội chứng Mallory-Weiss: chảy máu do rách cơ thực quản, thường do nôn khan nặng và kéo dài.
- Kích thích hoặc tổn thương thành thực quản hoặc dạ dày
- Nôn  máu đã tiêu hóa sau xuất huyết ở miệng, mũi, họng
- Bất thường chức năng mạch máu đường tiêu hóa như xuất huyết do giãn tĩnh mạch phình vị hoặc giãn tĩnh mạch ruột non
- U dạ dày hoặc thực quản.
- Hội chứng nhiễm phóng xạ cấp tính
- Sốt xuất huyết
- Viêm dạ dày ruột
- Viêm dạ dày
- Viêm loét dạ dày tá tràngPeptic ulcer
- Viêm gan vi rút mạn tính
- Sán ruột (do Schistosoma mansoni)
- Tiền sử hút thuốc
- Do y tế (các thủ thuật xâm lấn như nội soi hoặc siêu âm tim qua thực quản)
- Hội chứng Zollinger–Ellison
- Dò tâm nhĩ - thực quản
- Sốt vàng

## Xử trí
Nôn máu cần được xử trí cấp cứu. Các dấu hiệu sinh tồn cho biết có sốc mất máu hay không.
Cần có thái độ xử trí đúng đắn trong trường hợp này. Cần thực hiện tất cả các xét nghiệm như nội soi trước khi cho thuốc. Số lượng tiểu cầu cũng là một xét nghiệm quan trọng. Các thuốc như giảm đau, kháng sinh như ciprofloxacin, có thể làm giảm tiểu cầu dẫn đến xuất huyết (cơ thể không có đủ tiểu cầu trong máu nên không thể hình thành cục máu đông). Trường hợp cho sai thuốc hoặc xử trí không đúng có thể dẫn đến tử vong.
Cần truyền máu khi cơ thể mất hơn 20% thể tích máu. Mất máu nặng làm tim không thể bơm đủ lượng máu đi nuôi cơ thể dẫn đến sốc giảm thể tích (sốc giảm thể tích có thể dẫn đến suy đa tạng như thận, não hoặc hoại tử chi). Lưu ý rằng những bệnh nhân không được điều trị có thể bị teo não.

### Mất máu ít
Trường hợp không sốc, bệnh nhân thường được kê thuốc ức chế bơm proton (ví dụ như omeprazole), truyền máu (nếu hemoglobin thấp dưới 8.0 g/dL hoặc 4.5–5.0 mmol/L), và nhịn ăn uống đến khi có thể nội soi. Đặt đường truyền tĩnh mạch (các đường truyền lớn hoặc một đường truyền tĩnh mạch trung tâm) phòng trường hợp bệnh nhân tiếp tục chảy máu và diễn biến nặng lên.

### Mất máu nhiều
Trong các trường hợp nôn máu có rối loạn huyết động, sốc giảm thể tích, cần ngay lập tức hồi sức phòng ngừng tim. Truyền dịch hoặc máu, ưu tiên đường truyền lớn, chuẩn bị nội soi cấp cứu thường ở phòng mổ. Chỉ định phẫu thuật thường ở những trường hợp chảy máu không thể nội soi xác định và cần mở bụng kiểm tra.
Đảm bảo hô hấp là ưu tiên hàng đầu trong ở những bệnh nhân nôn máu, đặc biệt là ở những người hôn mê (bệnh lý não gan ở những bệnh nhân giãn vỡ tĩnh mạch thực quản.) Đặt nội khí quản có thể là một lựa chọn giúp cứu sống bệnh nhân.